# UBS
UBS — швейцарська глобальна фінансова компанія з штаб-квартирами у Базелі і Цюриху. Працює у сферах інвестиційного банкінгу, управління активами для приватних, корпоративних та інституціональних клієнтів по всьому світу, а також роздрібним клієнтам в Швейцарії. Назва «UBS» походить від абревіатури «Union Bank of Switzerland», хоча після злиття 1998 року з Swiss Bank Corporation перестала бути акронімом. Компанія веде свою історію з 1854 р., коли найперший з банків-попередників був заснований.
UBS працює у більш ніж в 50 країнах і має близько 65 тис. співробітників по всьому світу станом на 2012 рік. Він вважається другим за величиною у світі накопичувачем приватних активів, з більш ніж 2.2 трильйонів швейцарських франків, провідним постачальником роздрібних банківських і комерційних банківських послуг в Швейцарії.
UBS входить в число європейських банків, які найбільше постраждали від іпотечної кризи 2008 року, і банк був змушений піднімати великі обсяги зовнішнього капіталу. У 2007 році банк отримав великі вливання капіталу від Уряду Сингапурської інвестиційної корпорації (Government of Singapore Investment Corporation), яка залишається одним з найбільших акціонерів банку. Банк також отримав капітал від швейцарського уряду і через ряд розміщень власних акцій у 2007, 2008 і 2009 роках.
У березні 2023 року швейцарський UBS купив за $3,24 млрд банк Credit Suisse, що на цей час опинився у складному становищі.